# Рашен, Генри
Генри Рашен (англ. Henry Raschen; 1856—1937) — американский художник немецкого происхождения.
Известен своими пейзажами Калифорнии и портретами коренных американцев.

## Биография
Родился 2 октября 1856 года в Ольденбурге, эмигрировал в Соединенные Штаты со своей семьей в 1868 году, рос в Форт-Россе, штат Калифорния.
Для получения художественного образования посещал Художественную ассоциацию Сан-Франциско и учился у Чарльза Наля в Калифорнии. Затем с 1875 по 1883 год обучался в Германии в Мюнхенской академии художеств.
Вернувшись в США, Генри Рашен содержал студию в Сан-Франциско на Монтгомери-стрит, где писал пейзажи коренных американцев и Калифорнии. Вместе с ним в студии работал немецкий художник-пейзажист Карл фон Пербандт. В числе покровителей Рашена был ряд американских бизнесменов. Один из них — Гарри Флайдерман (Harry Flayderman) издал а 1958 году каталог работ художника.
В Сан-Франциско Генри Рашен жил до 1906 года, после чего переехал в Окленд, Калифорния.
Его работы находятся в ряде музеев США: Бруклинский музей в Нью-Йорке, Оклендский музей Калифорнии, Американский музей западного искусства в Денвере.
Умер 24 августа 1937 года в Окленде.

Некоторые работы
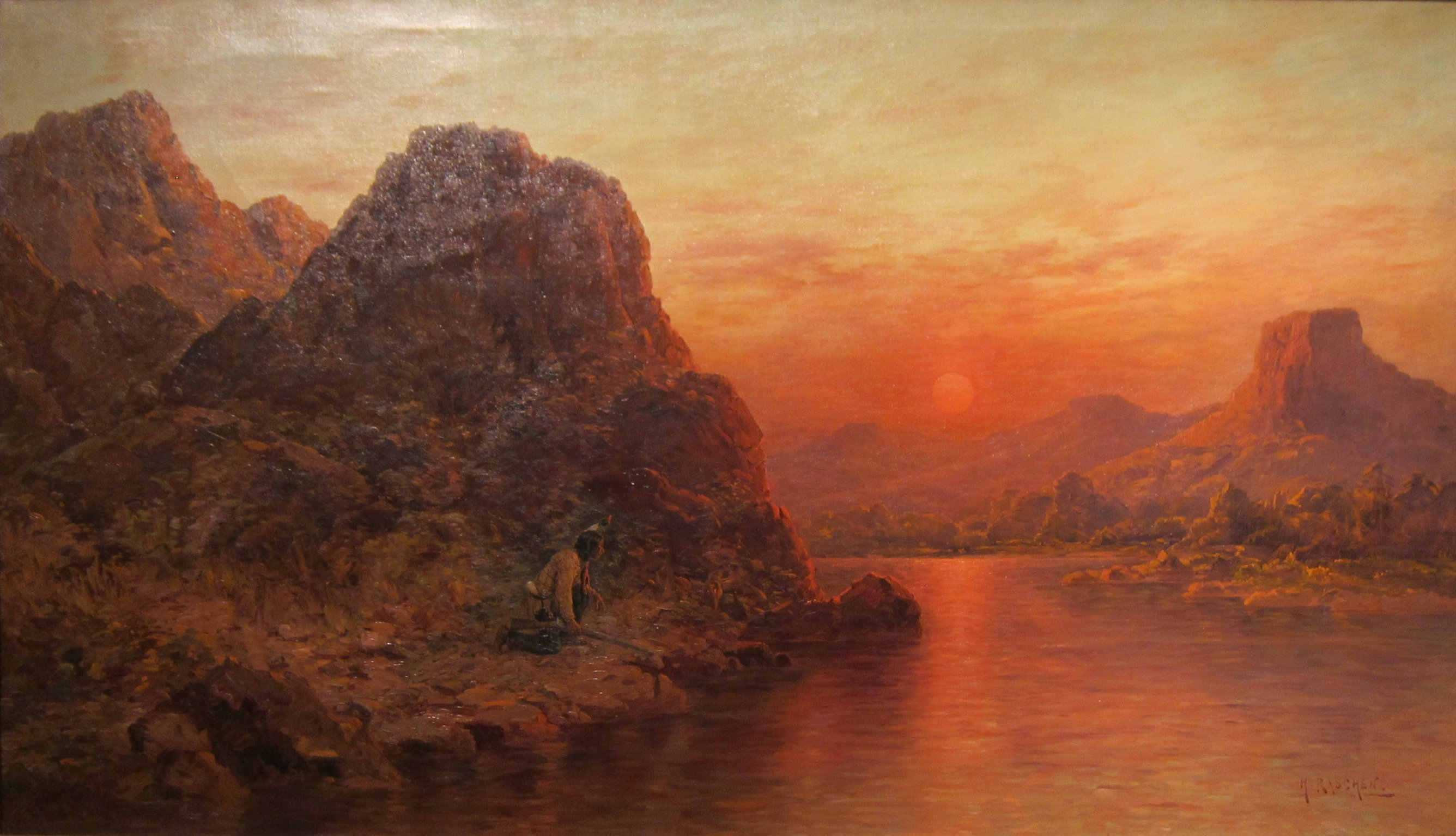
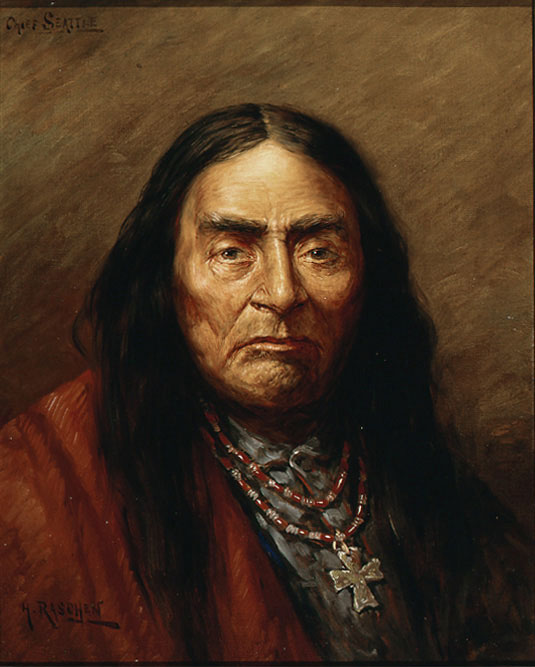
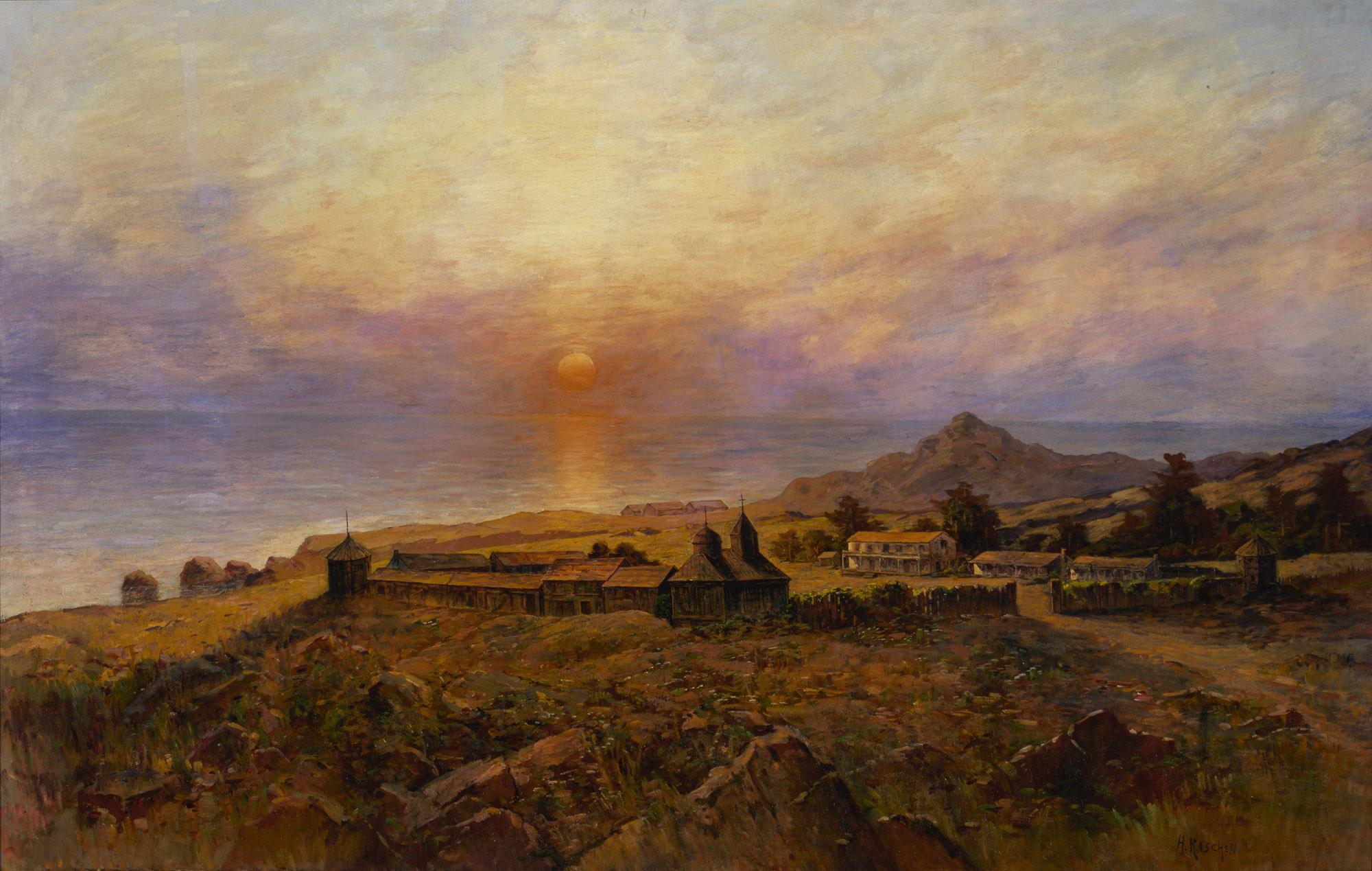